# Ozoroa paniculosa
Ozoroa paniculosa är en sumakväxtart som först beskrevs av Otto Wilhelm Sonder, och fick sitt nu gällande namn av R. & A. Fernandes. Ozoroa paniculosa ingår i släktet Ozoroa och familjen sumakväxter. Utöver nominatformen finns också underarten O. p. salicina.